# Zehn kleine Negerlein

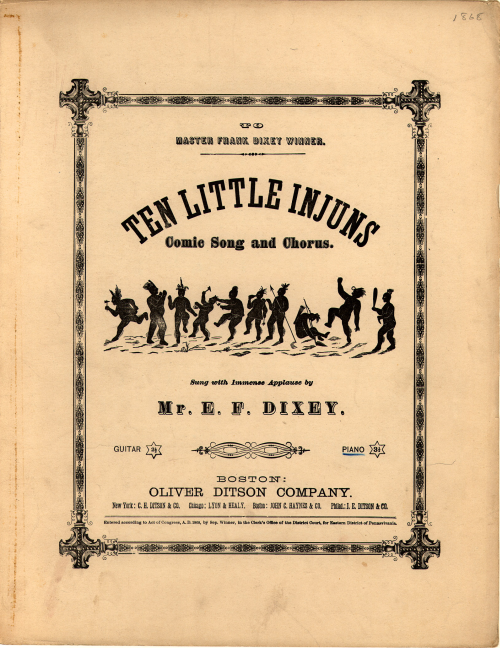
Ten Little Injuns von 1868

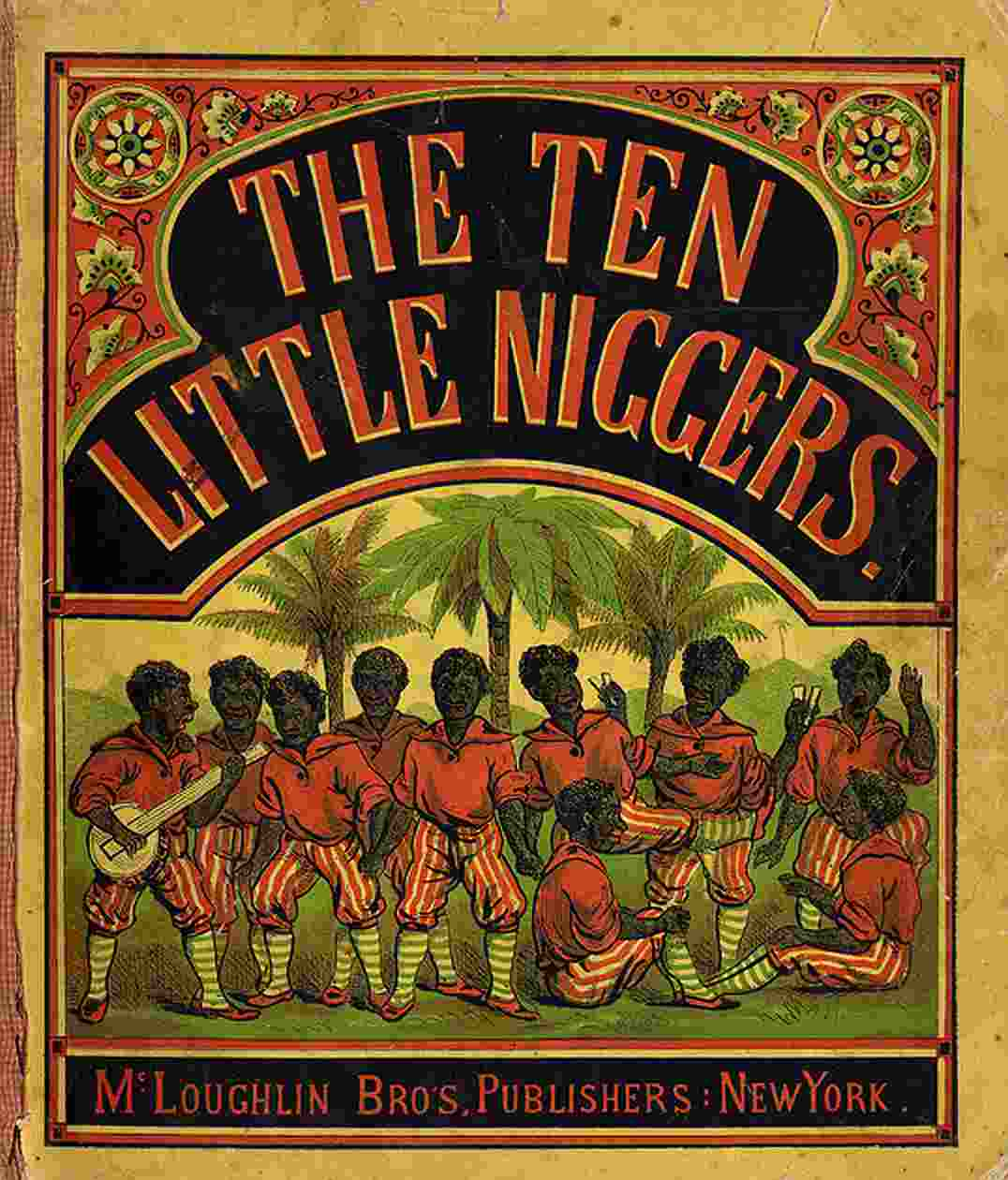
The Ten Little Niggers von Frank J. Green von 1869

Zehn kleine Negerlein ist ein Lied in Form eines Zählreims, das in seinen zahlreichen Varianten in der Regel zehn Strophen enthält, in denen jeweils eine Person stirbt oder verschwindet. Da der Begriff „Neger“ heute als abwertend und diskriminierend bewertet wird, gilt das Lied als beleidigende und rassistische Karikatur.
Es basiert auf dem US-amerikanischen Lied Ten Little Injuns aus dem Jahr 1868. Geschichtlich stand am Anfang die Liedform, gefolgt von Kinderbüchern und später von abgeleiteten Liedern. Den Text des Zählreims gibt es in zahlreichen Versionen, die nicht immer von „Negerlein“ handeln. 
Zudem gibt es auch Variationen des Endes: In manchen sind am Schluss alle zehn verschwunden, in anderen sind sie, in der Regel durch Heirat, wieder vollzählig. Gemeinsam haben die meisten Versionen jedoch, dass die beschriebenen Personen auf grausame Art und Weise verschwinden oder sterben.

## Geschichte
Das Lied Zehn kleine Negerlein geht auf das US-amerikanische Lied Ten Little Injuns von Septimus Winner (1827–1902) aus dem Jahr 1868 zurück. Das Wort Injuns ist eine Verballhornung des englischen Worts Indians für Indianer, von denen das Lied ursprünglich handelte.
Beide Lieder wurden ab 1868 bzw. 1869 in Form von Kinderbüchern auf den Markt gebracht. Die ältesten deutschen Ausgaben erschienen erst eine Generation später ab 1885. Durch das zeitliche Zusammenfallen mit der Berliner Kongokonferenz um die Aufteilung Afrikas werden die kleinen Negerlein oft mit dem deutschen Kolonialismus in einen ursächlichen Zusammenhang gebracht.
Schon 1869 wurde es, möglicherweise von Frank J. Green, zu Ten Little Niggers umgereimt. Diese Fassung wurde zum Standardrepertoire der US-amerikanischen Blackface-Minstrel-Shows, in denen Weiße mit dunkel bemaltem Gesicht Schwarze nachspielten. Eine bekannte Blackface-Gruppe der Zeit, die Christy’s Minstrels, brachten die Ten Little Niggers nach Großbritannien, von wo sie europaweite Verbreitung fanden. 
Auch im Song Sweet Black Angel (1972) der englischen Band The Rolling Stones ist das Lied rezipiert („Ten little niggers sittin’ on wall […]“). Bekannt wurde es auch als Grundlage für den Roman Und dann gab’s keines mehr von Agatha Christie, der vielfach adaptiert wurde.

## Texte
Der Text der ersten englischen Version von Septimus Winner (1868) ist unter dem Titel Ten Little Injuns bekannt. Hier ist die bekanntere Version von Frank Green (1869) dokumentiert.
| Zehn kleine Negerknaben schlachteten ein Schwein; Einer stach sich selber tot, da blieben nur noch neun. Neun kleine Negerknaben, die gingen auf die Jagd; Einer schoss den andern tot, da waren’s nur noch acht. Acht kleine Negerknaben, die gingen und stahlen Rüben; Den einen schlug der Bauer tot, da blieben nur noch sieben. Sieben kleine Negerknaben begegnen einer Hex’; Einen zaubert sie gleich weg, da blieben nur noch sechs. Sechs kleine Negerknaben gehn ohne Schuh und Strümpf; Einer erkältet sich zu Tod, da blieben nur noch fünf. Fünf kleine Negerknaben, die tranken bayrisch’ Bier; Der eine trank, bis dass er barst, da waren’s nur noch vier. Vier kleine Negerknaben, die kochten einen Brei; Der eine fiel zum Kessel rein, da blieben nur noch drei. Drei kleine Negerknaben spazierten am Bau vorbei; Ein Stein fiel einem auf den Kopf – da blieben nur noch zwei. Zwei kleine Negerknaben, die wuschen am Nil sich reine; Den einen fraß ein Krokodil – da blieb nur noch der eine. Ein kleiner Negerknabe nahm sich ’ne Mama; Zehn kleine Negerknaben sind bald wieder da. | Ten little Niggers going out to dine, One choked his little self and then there were nine. Nine little Niggers staying up too late, One overslept himself and then there were eight. One little, two little, three little, four little, five little Niggers, Six little, seven little, eight little, nine little, ten little Niggers. Eight little Niggers going into Devon. One said he’d stay here and then there were seven. Seven little Niggers chopping up sticks, One chopped himself in half and then there were six. Six little Niggers playing round a hive, One bumble-bee stung one and then there were five. Five little Niggers going in for law, One got in Chancery and then there were four. Four little Niggers going out to sea, A red herring swallowed one and then there were three. Three little Niggers visiting the Zoo, A big bear hugged one and then there were two. Two little Niggers playing in the sun, One got shrivelled up and then there was one. One little Nigger living all alone, He got married and then there were none. |

## Melodie
Die im Deutschen häufig verwendete Melodie weicht deutlich von Ten Little Injuns ab:

## Rezeption

### Kinderbücher

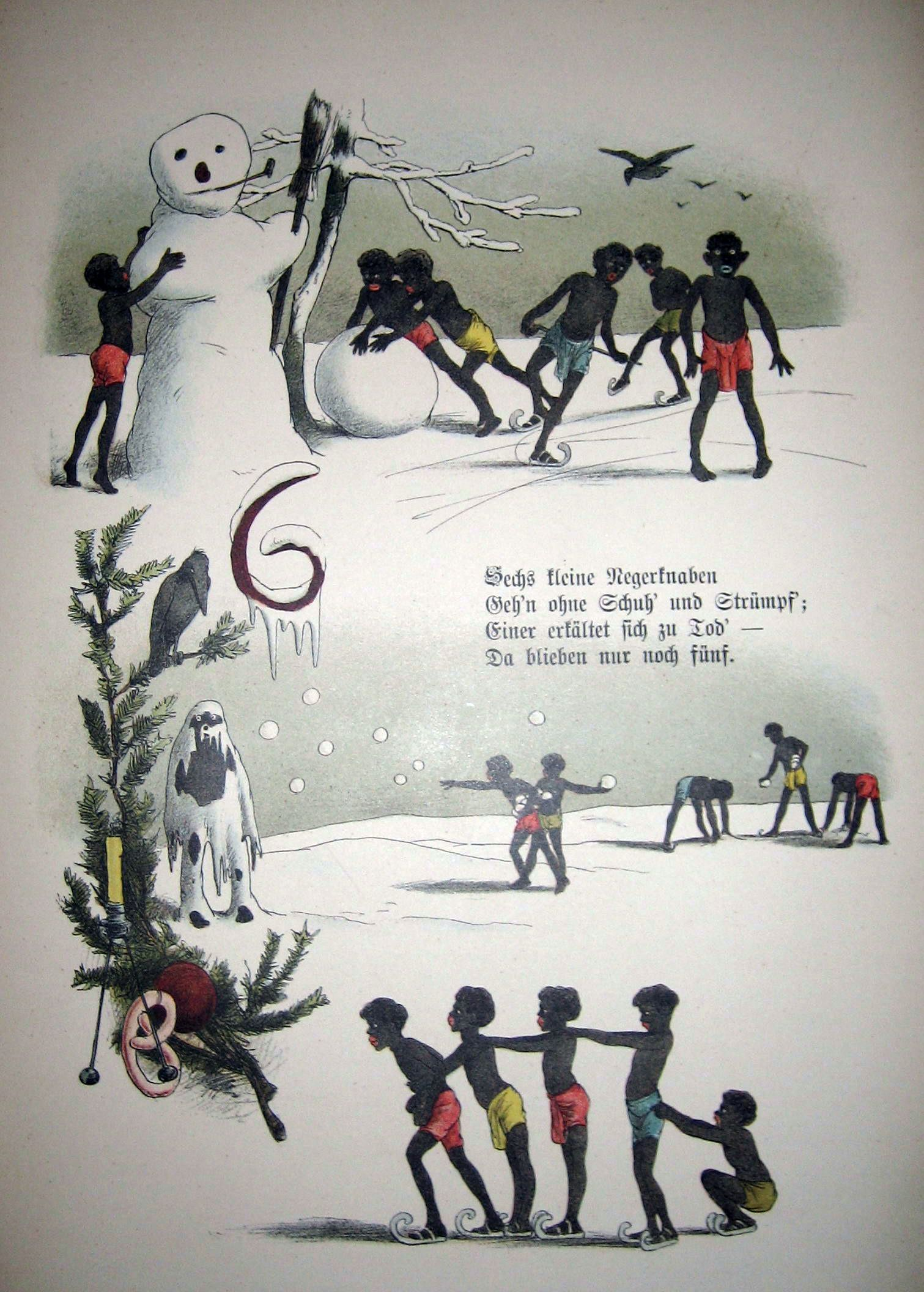
Das Lied als Erziehungshilfe: „Ohne Schuh’ und Strümpf’ ergibt Erkältung“

Zehn kleine Negerlein ist ein Kinderbilderbuch, das über mehr als 100 Jahre weltweit vertrieben wurde; es erschien in mindestens 345 Editionen in 16 Ländern; nach der Zahl der Editionen am stärksten verbreitet im Vereinigten Königreich (104), in Deutschland (96), USA (54), Niederlande (50), Österreich (13), Schweden (8), Schweiz (6), Australien (4), Frankreich (3), Neuseeland, Kanada, Palästina, Dänemark, Island, Tschechoslowakei, China (je 1). In Deutschland handelt es sich um das am weitesten verbreitete jemals gedruckte Kinderbuch.

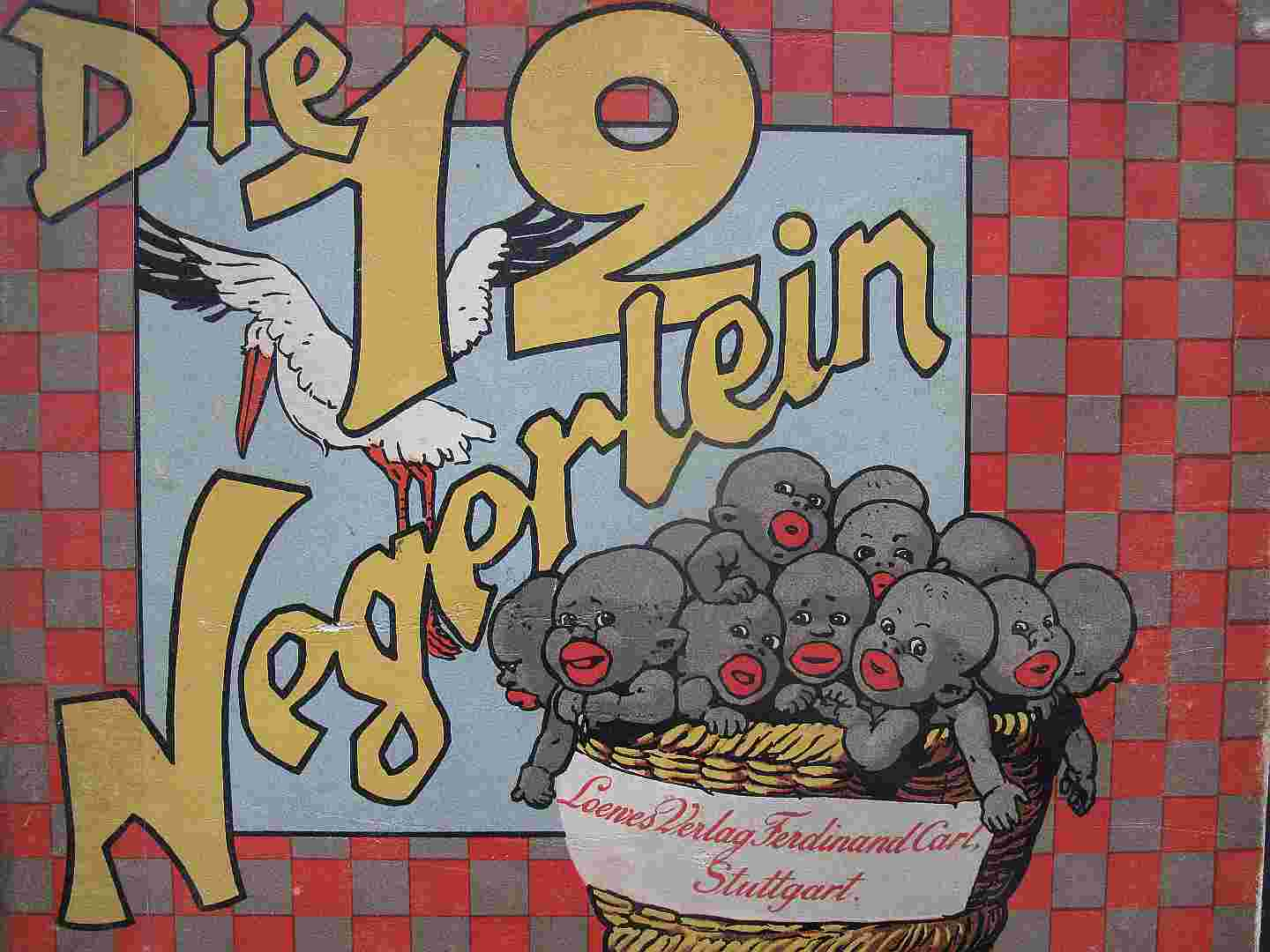
Es gab auch Reime mit 12 (Fritz Gareis, 1910)

Nur einige der ältesten deutschen Fassungen zwischen 1890 und 1920 weisen zwölf Szenen auf; dies geschah in Anlehnung an die Münchener Bilderbogen und die Fliegenden Blätter. Eine undatierte Darstellung von vermutlich 1890 aus dem Robrahn-Verlag Magdeburg wurde als Bilderbogen mit drei Reihen und je Reihe vier Szenen gestaltet, um ein rechteckiges Format zu gewährleisten. In den 1960er Jahren erschienen neben den zehn auch sechs, fünf und vier kleine Negerlein.

### Lieder (Auswahl)
- Bill Haley: 10 Little Indians. 1953
- The Beach Boys: Ten Little Indians. 1962
- The Yardbirds: Ten Little Indians. 1967
- MTS: 10 böse Autofahrer. 1974
- Georg Danzer: Zehn kleine Fixer. 1979
- Leila Negra: Zwölf kleine Negerlein.
- Time to Time: 10 kleine Negerlein. 1991[7]
- Heiter bis wolkig: 10 kleine Nazischweine. 1993
- Onkel Hotte: Zehn kleine Glatzenköpp. 1993
- Fredrik Vahle: Zehn kleine Fledermäuse.
- Die Toten Hosen: Zehn kleine Jägermeister. 1996
- Die Streuner: Zehn Orks.
- Dieter Süverkrüp: Ein rotes Kleberlein.
- Otto Waalkes: Zehn kleine Ottifanten.
- Die Gerd-Show: Zehn kleine Flaschen Bier.
- B-Tight: 10 kleine Negerlein. Aus dem Album Neger Neger. 2007
- Ohrbooten: 10 kleine Menschlein. 2007
- Bligg: 10 Chlini Appenzeller. Aus dem Album 0816. 2008
- Feuerschwanz: 10 kleine Ritterlein. 2009
- Coni Allemann: 10 kleine Subaru. 2011 (als Bartli Valär)
- Swiss und die Andern: 10 Kleine Punkah. 2020

### Verhältnis zum jiddischen LiedTsen Brider
Ein jiddisches Volkslied von 1901 aus Sankt Petersburg behandelt die Tsen Brider (Zehn Brüder), die beim Handel mit zehn verschiedenen Waren nacheinander umkommen, weil sie – wie erst in der letzten Strophe offenbart wird – zu wenig zu essen haben. Die Melodie von Tsen Brider weicht von der Melodie zu Zehn kleine Negerlein ab. Sie ist melancholisch und der Refrain fehlt. Weiterhin konnten keine Verbindungen zwischen den Liedern nachgewiesen werden, weshalb ein direkter Zusammenhang als „möglich, aber unwahrscheinlich“ gilt. Die Tsen Brider wurden nach dem Zweiten Weltkrieg von einer Reihe deutscher Liedermacher neu bearbeitet und aufgeführt.

### Fachbücher, Aufsätze
- Wulf Schmidt-Wulffen: Die „Zehn kleinen Negerlein“. Zur Geschichte der Rassendiskriminierung im Kinderbuch. LIT-Verlag, Münster 2010, ISBN 978-3-643-10892-0.
  - englisch: Wulf Schmidt-Wulffen: ‘Ten Little Niggers’ and ‘Zehn kleine Negerlein’. Racism in a Globalised Children’s Book: A German Point of View. LIT-Verlag, Zürich 2012.
- Juliane Kaune, Insa Hagemann: Der Professor und die „Negerlein“. In: Hannoversche Allgemeine Zeitung, 24. Februar 2014, S. 11.